# Selbstentleibung
Selbstentleibung war eine Depressive-Black-Metal-Band aus Österreich, die von 2006 bis 2016 bestand.

## Geschichte
Die Band Selbstentleibung wurde im Jahr 2006 von Sänger Tötung in Österreich gegründet. In den ersten beiden Jahren nach Bandgründung hatte das Projekt mit zahlreichen Besetzungswechseln zu kämpfen, ehe mit dem Gitarristen Hrodgar und dem Schlagzeuger Ördögver erstmals eine konstante Musikerbesetzung gefunden werden konnte.
Ende des Jahres 2009 erschien das Debüt Emotionale Endstation, das über das deutsche Label Christhunt Productions veröffentlicht wurde. Kurz nach Beendigung der Aufnahmen im Studio verließ Hrodgar die Gruppe und wurde durch Marrok an der Gitarre ersetzt. Das zweite Album kategorie:tot wurde in den AMP Studios in Duisburg vom ehemaligen Mor-Dagor-Musiker Jens Förster eingespielt und erschien am 29. Juni 2012 über dessen Label Nihilistic Empire Records. Auch das im Mai 2014 veröffentlichte dritte Album Null | Negativ wurde über Nihilistic Empire herausgebracht.
Im März des Jahres 2016 gab Marrok über der Facebook-Präsenz der Gruppe das Ende der Band Selbstentleibung bekannt. Das letzte Konzert absolvierte die Gruppe auf dem Black N Thrash Inferno.

## Musik und Ideologie
Die Musik von Selbstentleibung wurde von den Medien aufgrund ihrer lyrischen Inhalte oftmals dem Depressive Black Metal zugeordnet, was laut Marrok in einem Interview im Jahr 2013 vehement dementiert wurde. Zwar spiegeln die Liedtexte laut Marrok negative Aspekte und Lebenserfahrungen der Musiker eine erhebliche Rolle, dennoch bezeichnete er sowohl die Kategorisierung der Gruppe in eine bestimmte musikalische Schublade als auch Bands, die sich derartig verkaufen als „einfallslos, langweilig oder kurz gesagt scheiße.“ Die Liedtexte wurden zunächst vom Gitarristen Hrodgar und später von Marrok verfasst.
Die Gruppe stand seit Beginn ihrer musikalischen Karriere ständig in der Kritik rechtsextremes Gedankengut zu verbreiten. Dies wurde von mehreren antifaschistischen Gruppierungen, aber auch von der Sozialdemokratischen Partei Österreichs mit der Veröffentlichung des Erstlings Emotionale Endstation beim deutschen Label Christhunt Productions, welches hauptsächlich Musik von rechtsextremen Gruppen vertreibt, begründet. Allerdings wurden auch Aussagen des Schlagzeugers Ördögver in einem Interview mit dem Enemy of God, in welchem er eine elitäre Weltanschauung zum Ausdruck brachte, sowie die Meinung vertrat, dass „Schwäche und Behinderung lange genug geduldet wurden“. In diesem Interview bekundete er weiterhin, dass „es ihn krank mache zu sehen, wie der ganze Abschaum die Intelligenten und Tapferen parasitiert.“ Auch bezeichnete er antifaschistische Anhänger der Black-Metal-Szene als Abschaum und drohte diesen mehrfach mit Körperverletzung. Zudem zeige Ördögver eine homophobe Haltung. Die Band war zudem Ausrichter des Vienna in War, bei dem 2012 die finnische Black-Metal-Band Horna auftrat, die ebenfalls dem rechtsextremen Spektrum zugeordnet wird.
Marrok bezeichnete in einem Interview im Jahr 2012 Menschen die „ihren rechten Arm nicht im Griff haben“ zwar als „kleine Pisser“, kreidete eine derartige Weltanschauung als ein „absolutes No“ an und sagte, dass diese Leute „sich gemeinsam mit den gegenteiligen Spinnern, die uns [die Band] im braunen Licht sehen vom Gelände verziehn und sich von mir aus draußen gegenseitig die Fresse einschlagen“ können. Dennoch geriet auch er als Konzertveranstalter in die Kritik, da er ein Konzert der Band Horna organisiert hatte.

## Nebenprojekte
Schlagzeuger Ördögver betreibt ein Solo-Projekt unter dem Namen Romboló. 2007 veröffentlichte er das Album Köd, in dem er den Hunnensturm, den Holocaust, sowie naturmystische Thematiken und Blasphemie aufgreift.

## Diskografie
- 2009: Emotionale Endstation (Album, Christhunt Productions)
- 2012: kategorie:tot (Album, Nihilistic Empire Records)
- 2014: Null | Negativ (Album, Nihilistic Empire Records)